# Triclistus luteicornis
Triclistus luteicornis là một loài tò vò trong họ Ichneumonidae.